# Едвард Коцбек
Едвард Коцбек (на словенски Edvard Kocbek), словенски поет, писател и публицист; * 27 септември 1904 г., Свети Юрий, Шчавница; † 3 ноември 1981 г., Любляна.

## Биография
Коцбек завършва основно училище в Свети Юрий, до Шчавница, след което записва класическа гимназия в Марибор, но продължава средното си образование в Птуй. Следва две години теология в Марибор, след което заминава за Любляна, където записва романистика. От 1931 г. работи като учител и редактор на католическото списание „Кръст“ (на словенски Križ). По-късно заминава за Париж, където се запознава отблизо с френския персонализъм и след завръщането си в Словения продължава преподавателската си дейност, като същевременно сътрудничи и на известното по това време списание „Дом и свят“.
След публикуването на негова статия за обезпокояващата обвързаност на католическата църква с фашизма, редакционният състав на списанието е уволнен и излизането му е прекратено за около година. През 1938 г. започва да издава персоналисткото списание „Дело“, което излиза до 1943 г. По време на Втората световна война е водач на християнските социалисти, а след края на войната, от 7 март до 5 май 1945 г. е министър за Словения в съюзното югославско правителство, заместник-председател на Народното събрание на Народна република Словения, както и председател на комисията по помилванията. В Белград Едвард Коцбек се залага за двупартийна политическа система и постоянно поставя въпроса за политическата свобода и правото на свободно изразяване.
С книгата си „Страх и кураж“ (1951) скандализира комунистическата власт, която го поставя не просто в политическа, а в пълна житейска изолация. За наблюдението на Коцбек са привлечени 69 специални агенти от югославските тайни служби, а единствено благодарение на поддръжката на западни интелектуалци, сред които и Хайнрих Бьол, словенският интелектуалец не е ликвидиран физически, макар че до края на живота си остава в своеобразен домашен арест под непрекъснатото наблюдение на службите.

## Произведения
Поезия
- Първи стихове (1924),
- Земя (1934),
- Ужас (1963),
- Съобщение (1969),
- Избрани стихотворения, (1977),

Проза
- Другари (1949),
- Страх и кураж: четири новели (1951),
- Документ (1967),
- Вътрешни кръгове (1977).

Драматургия
- Факел (192?),
- Майка и син (192?),
- Нощ под Хмелник (1943)